# Soera Mohammed
Soera Mohammed is een soera van de Koran.
De soera is vernoemd naar Mohammed die in aya 2 wordt genoemd. God zal hen zalig maken die onder andere goede daden doen en geloven in wat aan Mohammed zou zijn geopenbaard. De soera verhaalt over de weerstand om te geloven, maar ook de weerstand om te strijden. De laatste ayat maken duidelijk dat men niet terug moet vallen in het ongeloof.

## Bijzonderheden
Aya 13 zou zijn geopenbaard tijdens de hidjra. Deze soera wordt soms ook als Mekkaans gezien. Aya 13 maakt waarschijnlijk een toespeling op de hidjra.
Volgens aya 15 zijn er in het paradijs rivieren van wijn die heerlijk is om te drinken, hoewel alcohol in de islam haram is in het aardse leven.
Aya 20 lijkt af te wijzen dat er een aya zou bestaan waar een oorlog tegen de ongelovigen wordt gerechtvaardigd. Desondanks gebruikte de Nederlandse politicus Geert Wilders in zijn film Fitna aya 4 als een van de vijf ayat ter 'bewijs' van het gewelddadige en intolerante karakter van de Koran. Echter, de film Fitna van Geert Wilders is o.a. weerlegd door professor en islamoloog Leemhuis waar beweert en bewezen wordt dat Geert Wilders verzen verkeerd heeft laten vertalen en verzen uit de context heeft gehaald. 